# Grahame-White Type X
O Grahame-White Type X Charabanc ou Aerobus foi um  biplano britânico de passageiros da década de 1910, projetado e construído pela Grahame-White Aviation Company localizada no aeródromo de Hendon, Norte de Londres.[carece de fontes?]
O Charabanc foi criado para satisfazer a demanda por voos carregando passageiro, que não podiam ser atendidos pelos projetos de dois lugares existentes. Uma nacele alongada montada na asa inferior, levava o piloto na parte da frente e quatro passageiros em duas fileiras de dois assentos na parte de trás.
Projetado por J. D. North, o primeiro voo ocorreu em 1913 usando um motor Austro-Daimler de 120 hp. Em 2 de Outubro daquele ano, ele estabeleceu um recorde carregando novo passageiros, num voo de cerca de vinte minutos, mas para atender as regras da inscrição para a Michelin Cup de 1913, que exigia um avião totalmente britânico, o motor foi substituído por um Green E.6 de 100 hp. O Charabanc venceu essa competição, cobrindo uma distância de mais de 482 km em 9 de Novembro de 1913, pilotado por R.H. Carr. O primeiro salto de paraquedas de um avião na Grã-Bretanha foi feito por W. Newell de um Charabanc em Hendon em 9 de Maio de 1914.